# 벨 (영화)
벨(Belle )은 영국에서 제작된 엠마 아산테 감독의 2013년 드라마 영화이다. 구구 바샤-로 등이 주연으로 출연하였다.

## 출연

### 주연
- 구구 바샤-로

### 조연
- 톰 펠튼
- 페네로프 윌튼
- 매튜 구드
- 에밀리 왓슨
- 미란다 리차드슨
- 톰 윌킨슨
- 사라 가돈